# Gabriela Mendonça
Gabriela Mendonça Ferreira (Campo Grande, 21 de maio de 1998) é uma atleta paralímpica brasileira da classe T12, para atletas com baixa visão. 

## Biografia

### Primeiros anos
Gabriela nasceu em Campo Grande, capital do estado do Mato Grosso do Sul, no ano de 1998. Quando sua mãe estava grávida, um gato infectado com toxoplasmose a mordeu na barriga, e isso afetou a audição e a visão de Gabriela, que possui coriorretinite e otite crônica, inflamações que ocorrem na região ocular.
Estudando na Escola Estadual Manoel Bonifácio Nunes da Cunha, escola pública localizada no bairro do Jardim Tarumã, foi descoberta a partir de um projeto desportivo de formação de atletas elaborado pela Fundação de Desporto e Lazer de Mato Grosso do Sul (Fundesporte), vinculada ao governo do estado de Mato Grosso do Sul.

### Carreira
Em 2014, foi ouro nos 100m e em salto em distância no Mundial Escolar Londres. No mesmo ano, garantiu o ouro nos 100m e nos 200m nos Jogos Para-SulAmericanos Chile 2014. No ano anterior, havia sido, na Argentina, ouro em três categorias: nos 100m, 200m e salto em distância no Jogos Parapan-Americano de Jovens 2013.
Treinando pelo Serviço Social da Indústria (SESI), participou do Mundial de Jovens de Nottwil, na Suíça, onde venceu a medalha de ouro na categoria de 100m. Nos Jogos Parapan-Americanos de Jovens 2017, realizado na cidade de São Paulo, garantiu o ouro nos 100 e 400m.
No ano de 2019, foi medalhista de bronze na categoria  no salto em distância, na classe T12, durante o Campeonato Mundial de Para-Atletismo, realizado em Dubai, nos Emirados Árabes Unidos. Representou o Brasil, também, nos Jogos Parapan-Americanos de 2019 em Lima, no Peru, conquistando uma medalha de ouro e uma de bronze.